# Billy Sunday
Pour les articles homonymes, voir Sunday.
William Ashley "Billy" Sunday, né à Ames (Iowa) le 19 novembre 1862 et mort à Chicago le 6 novembre 1935, est un joueur américain de baseball  qui, après avoir été un voltigeur populaire dans la Ligue nationale de baseball durant les années 1880, est devenu l'évangéliste américain le plus célèbre et le plus influent durant les deux premières décennies de XXe siècle.